# 시우카춘
시우카춘(邵家臻, Shiu Ka-chun, 1969년 6월 3일~2025년 1월 10일)는 홍콩의 사회 복지사 출신 정치인이다. 제6차 홍콩 입법회의 무소속으로 지냈다.
그는 사회복지사이자 활동가였으며, 홍콩 침례대학교의 청소년 연구 및 실천 센터의 전직 강사이자 부소장이었다. 2014년 홍콩 우산혁명의 주도자였으며, 2016년 홍콩 입법회 무소속 의원을 선출되었다가, 2016년 10월 1일부터 2020년 12월 1일까지 재임하였다. 2024년 11월 위암 진단을 받고, 2025년 1월 10일 퀸 엘리자베스 병원에 위암 치료 중의 사망하였다.